# Scorpaena vesperalis
Scorpaena vesperalis — вид скорпеноподібних риб родини скорпенових (Scorpaenidae). Описаний у 2020 році.

## Поширення
Вид поширений вздовж південно-західного узбережжя Австралії. Трапляється серед скелястих рифів на глибині до 188 м.

## Опис
Риба від червонувато-помаранчевого до зеленувато-коричневого кольору з неправильними темно-коричневими або чорнуватими відмітками і чорною плямою на задній частині остистого спинного плавника у самців.